# Bufera in Paradiso
Bufera in Paradiso (Trapped in Paradise) è un film del 1994 diretto, scritto e prodotto da George Gallo.

## Trama
Bill Firpo ha due fratelli ladri, Alvin e Dave. Alvin è un cleptomane e Dave invece è un bugiardo convinto. Questi devono andare a consegnare una lettera alla figlia di un loro amico, Sarah Mazzucci, o Collins, e chiedono al fratello di accompagnarli. Bill è un ladro che ha cambiato vita e che non fa più crimini. I tre partono per la Pennsylvania. Arrivano fino a un paesino sperduto chiamato "Paradise" (Paradiso in italiano), qui trovano una banca senza protezione e con tanti soldi dentro. Bill quindi si fa convincere dai fratelli a svaligiarla.
Il piano va a buon fine, ma durante il tragitto di fuga con l'auto, questi hanno un incidente e vengono soccorsi da un uomo. Costui è il nipote del direttore della banca da loro svaligiata e li porta quindi proprio a casa del direttore. I tre riescono ad andarsene dalla casa ma dopo aver rubato un cavallo, una motoslitta e una barca, si accorgono che proprio non riescono a uscire da Paradise. Decidono quindi di lasciare tutti i soldi da loro rubati alla chiesa e di andare a festeggiare il Natale con il direttore della banca. La polizia però chiama in questura tutti quanti per il furto, tutti capiscono però che i tre fratelli sono in realtà buoni e ognuno s'inventa una scusa per permettere loro di andarsene.
Alla fine Dave e Alvin spiegano al fratello maggiore, Bill, che non esisteva alcun pacchetto e che l'avevano mandato a Paradise solo per cercare di farlo tornare a essere un ladro e per farsi aiutare da lui a fare il colpo alla banca. Bill è furioso ma alla fine andrà tutto per il meglio e resterà a Paradise insieme a Sarah, mentre gli altri due fratelli ritorneranno a casa con la madre.

## Produzione
Il film è stato girato in Ontario, Canada in Niagara-on-the-Lake, in Elora e a New York.